# Rhinaspis rugicollis
Rhinaspis rugicollis är en skalbaggsart som beskrevs av Moser 1924. Rhinaspis rugicollis ingår i släktet Rhinaspis och familjen Melolonthidae. Inga underarter finns listade i Catalogue of Life.